# NGC 6000
NGC 6000 је спирална галаксија у сазвежђу Шкорпија која се налази на NGC листи објеката дубоког неба.
Деклинација објекта је - 29° 23' 13" а ректасцензија 15h 49m 49,4s. Привидна величина (магнитуда) објекта NGC 6000 износи 12,2 а фотографска магнитуда 13,0. Налази се на удаљености од 32,650 милиона парсека од Сунца. NGC 6000 је још познат и под ознакама ESO 450-20, MCG -5-37-3, IRAS 15467-2914, PGC 56145.